# 羅伯特斯科特山
83°49′S 172°48′E / 83.817°S 172.800°E
羅伯特斯科特山（英語：Mount Robert Scott）是南極洲的山峰，位於杜費克海岸，處於埃博尼嶺以南，海拔高度超過1,000米，屬於英聯邦山脈的一部分，由英國探險隊命名，現時由南極條約體系管理。